# Smučarski teki na Zimskih olimpijskih igrah 1968
Smučarski teki na Zimskih olimpijskih igrah 1968.

## Dobitniki medalj

### Moški
| Tekma           | Zlato                                                                      | Srebro                                                                        | Bron                                                                          |
| 15 km           | Harald Grønningen                                                          | Eero Mäntyranta                                                               | Gunnar Larsson                                                                |
| 30 km           | Franco Nones                                                               | Odd Martinsen                                                                 | Eero Mäntyranta                                                               |
| 50 km           | Ole Ellefsæter                                                             | Vjačeslav Vedenin                                                             | Josef Haas                                                                    |
| 4×10 km štafeta | Norveška · Odd Martinsen · Pål Tyldum · Harald Grønningen · Ole Ellefsæter | Švedska · Jan Halvarsson · Bjarne Andersson · Gunnar Larsson · Assar Rönnlund | Finska · Kalevi Oikarainen · Hannu Taipale · Kalevi Laurila · Eero Mäntyranta |

### Ženske
| Tekma          | Zlato                                                                | Srebro                                                            | Bron                                                               |
| 5 km           | Toini Gustafsson                                                     | Galina Kulakova                                                   | Alevtina Kolčina                                                   |
| 10 km          | Toini Gustafsson                                                     | Berit Mørdre Lammedal                                             | Inger Aufles                                                       |
| 3×5 km štafeta | Norveška · Inger Aufles · Babben Enger Damon · Berit Mørdre Lammedal | Švedska · Britt Strandberg · Toini Gustafsson · Barbro Martinsson | Sovjetska zveza · Alevtina Kolčina · Rita Ačkina · Galina Kulakova |